# Azan-Färbung

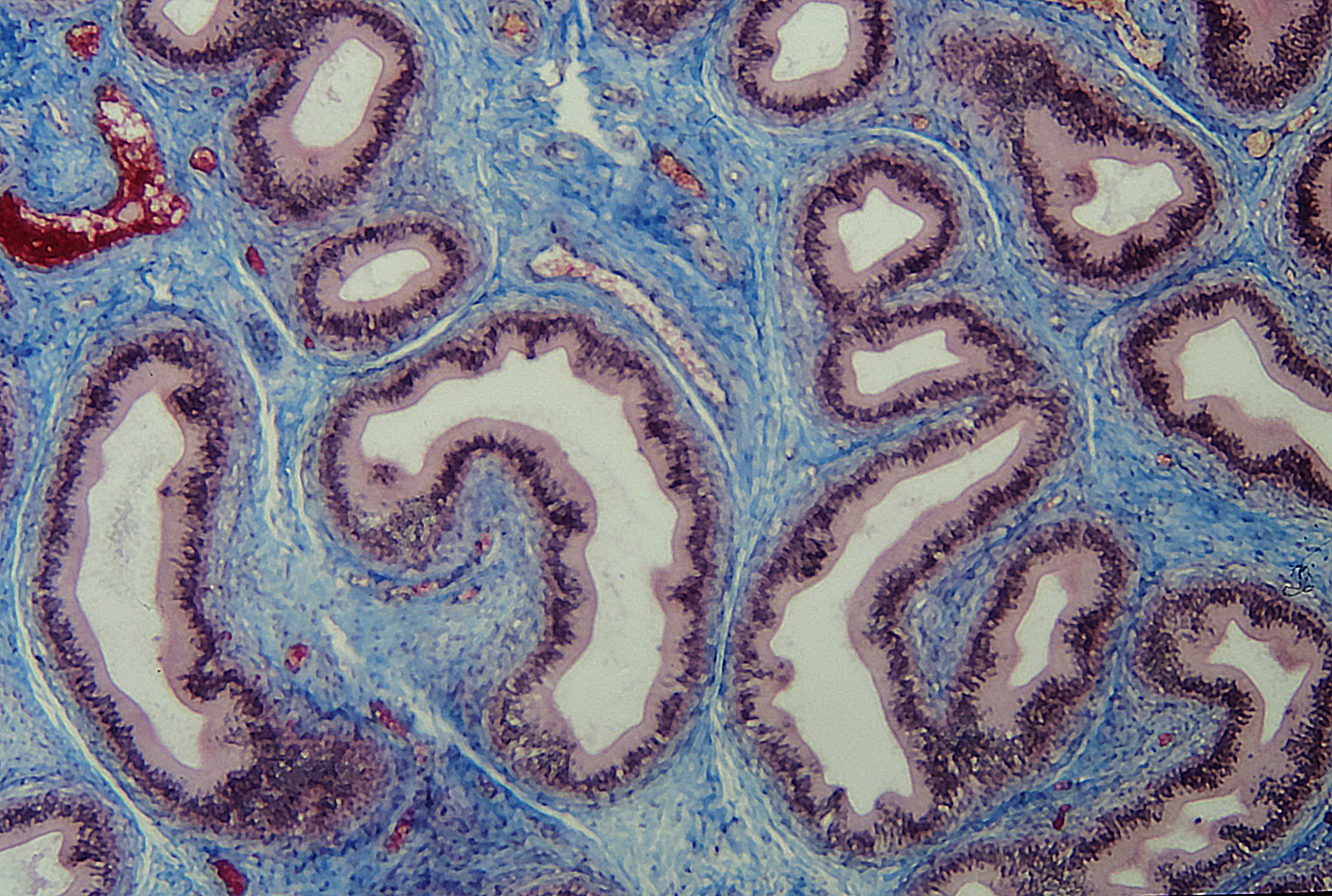
Modifizierte Azanfärbung: kollagenes Bindegewebe blau. Nebenhoden

Die Azan-Färbung ist eine histologische Übersichtsfärbung. Der Name setzt sich aus den beiden Farbkomponenten Azokarmin G und Anilinblau-Goldorange zusammen. Die Färbung wurde vom deutschen Anatomen Martin Heidenhain (1864–1949) entwickelt und wird deshalb auch Heidenhain-Färbung genannt. Es gibt mehrere Abwandlungen dieser Färbetechnik.
Mit der Azan-Färbung färben sich Zellkerne (Chromatin) und das Zytoplasma rot, Glia rötlich, Schleim blau sowie Kollagen- und Retikuläre Fasern dunkelblau.